# Het rode licht
Het rode licht is het tiende verhaal uit de reeks Dag en Heidi.  Het verhaal verscheen periodiek in het tijdschrift Zonnestraal vanaf 30 juni 1972. Het werd in 2008 in albumvorm uitgegeven door Brabant Strip als nummer 54 in de Collectie Fenix.

## Personages
- Dag
- Heidi
- kapitein Sven
- Winnifred
- moeder van Winnifred
- kapitein Goddard
- de demon
- Belinda
- Amanda

## Verhaal
Dag en Heidi zijn mee op het schip van hun pleegvader kapitein Sven. As ze een eiland naderen dat niet op de kaart staat, stuurt de kapitein 4 vrijwilligers om het eiland te verkennen. Ze lijken nergens echter aan wal te kunnen gaan, stuiten overal op hoge rotsen. Op een bepaald moment lijken ze te kunnen gaan aanleggen als ze via een smalle vaargeul op een open plek uitkomen waar in het midden een hoge rots staat dat met een rood licht wordt beschenen. Ook klinkt er muziek. De mannen kunnen hier niet aan weerstaan.
Kapitein Sven besluit na enkele dagen niets van zijn mannen te hebben gehoord om zelf op onderzoek te gaan. Ook hij vindt de smalle vaargeul en komt bij de hoge rots uit. Hij voelt dat hij weg van de berg moet en legt aan bij de oever. Als er echter muziek weerklinkt, valt ook hij ten prooi aan het mysterie. De roeiboot drijft af met Dag en Heidi die zich als verstekelingen hadden verstopt. Ze worden gevonden door een jonge visser, genaamd Winnifred. Hij neemt de kinderen mee naar zijn dorp. Hij blijkt alleen met zijn moeder te wonen. Zijn vader is samen met andere mannen uit het dorp op een dag verdwenen. Ze wilden het mysterie van de dodenrots ontrafelen, maar ze keerden er niet van weer. De moeder drukt de kinderen daarom op het hart om uit de buurt van de rots te blijven.
Helaas zal ook Winnifred niet aan de lokroep van de dodenrots kunnen weerstaan. Als Dag en Heidi de roeiboot van de vier verdwenen verkenners terugvinden, roeien ze weer naar het schip van oom Sven. Daar roepen ze de hulp in van een deel van de bemanning die met hun meegaan naar het eiland. De matrozen moeten door Dag en Heidi worden vastgebonden omdat de muziek hen lokt. Er is echter een vreemdeling die het gezang kan laten stoppen. Een groot zeemonster verschijnt even aan de oppervlakte. De vreemdeling neemt hen allen naar zijn schuilplaats in een grot.
De vreemdeling heet Goddard, een kapitein die jaren geleden in een zware storm belandde en zo op het eiland terecht is gekomen. Goddard en zijn mannen wilden na enkele dagen weer verder trekken, maar op een avond ontmoette de jonge kapitein een mooie vrouw die uit het water opdook. Waar ze vandaan kwam wilde ze hem niet zeggen, enkel dat ze Amanda heette. De derde avond dat ze elkaar ontmoeten, kwam Goddard achter het geheim van Amanda. De mantel die ze steeds droeg viel af en voor hem stond een zeemeermin. Amanda vluchtte verdrietig weg beseffend dat er een grote ramp zou gebeuren. Goddard ontmoette de demon (het grote zeemonster) die een vloek uitsprak. Sindsdien dwingt de demon alle meerminnen te zingen en alle volwassen mannen naar de moordende rots te lokken waar de demon hen de diepte intrekt.
Dag en Heidi vinden echter een andere meermin Belinda die erg ongelukkig is. Ze vertelt hoe de meerminnen in opstand zijn gekomen tegen de demon toen hun laatste slachtoffer Winnifred nog een kind bleek te zijn. Het goede nieuws is echter dat alle verdwenen mannen nog leven, opgesloten zitten in spelonken binnenin de dodenrots. Het gezelschap van Dag en Heidi sluiten een verbond met de meerminnen. De meerminnen lokken de demon weg van de dodenrots. Dag en Heidi worden via lange touwen neergelaten in de dodenrots. Ze vinden er alle verdwenen mannen die weer naar huis kunnen of naar hun schip. Ook oom Sven wordt verenigd met zijn pleegkinderen. Later blijkt de demon te zijn gedood door enkele rake schoten van de het schip van kapitein Sven. De meerminnen zijn ook van de vloek verlost. Goddard zal spoedig zijn grote liefde Amanda weervinden.